# Sacco di Şamaxı
Il sacco di Şamaxı ebbe luogo il 18 agosto 1721, quando i ribelli sunniti lezgini, all'interno dell'Impero safavide in declino, attaccarono la capitale della provincia di Shirvan, Şamaxı, (nell'attuale repubblica dell'Azerbaigian). Il controattacco, inizialmente di successo, fu abbandonato dal governo centrale in un momento critico e, con la minaccia poi lasciata incontrollata, Şamaxı fu presa da 15 000 lezgini, la sua popolazione sciita fu massacrata e la città saccheggiata.
La morte dei mercanti russi all'interno di Şamaxı fu successivamente utilizzata come casus belli per la guerra russo-persiana del 1722-1723, portando alla cessazione delle relazioni commerciali tra Persia e Russia e alla designazione di Astrachan' come nuovo capolinea sulla via del Volga.

## Antefatti
A partire dal primo decennio del XVIII secolo, l'impero safavide, un tempo prospero, si trovò in uno stato di forte declino, affrontando insurrezioni in numerose parti dei suoi domini. L'imperatore Sultan Husayn era un sovrano debole e, sebbene personalmente incline a essere più umano, flessibile e rilassato del suo capo mullā, seguì le raccomandazioni dei suoi consiglieri riguardo a importanti decisioni statali. Regnò come un "monarca stazionario", preferendo, a parte l'occasionale battuta di caccia, essere sempre all'interno o vicino alla capitale Esfahan, invisibile a tutti "tranne che al più intimo dei cortigiani". Non avendo visto molto di più del mondo oltre le mura dell'harem, si era lasciato rapidamente influenzare dai principali ʿālim, in particolare Muhammad Baqir Majlisi. Questi, che aveva già acquisito un notevole potere politico durante il regno del precedente sultano Solimano di Persia (regno 1666-1694), istigò le persecuzioni dirette contro gli abitanti sunniti e sufi della Persia safavide, così come le sue minoranze religiose non musulmane, vale a dire cristiani, ebrei e zoroastriani. Sebbene i cristiani, rappresentati principalmente dagli armeni, soffrissero meno di altri gruppi, non sfuggirono alle persecuzioni del governo centrale. Secondo lo storico Roger M. Savory, per quanto Sultan Husayn non mostrasse ostilità personale verso i cristiani, fu persuaso dal clero (da Majlisi in particolare), che ebbe grande influenza su di lui, a emanare "decreti ingiusti e intolleranti". La tesa atmosfera religiosa della tarda era safavide si sarebbe rivelata un fattore significativo nelle rivolte dei sunniti di tutto l'impero. Come osserva lo storico Michael Axworthy, "l'esempio più lampante è stata la rivolta di Shirvan, dove furono uccisi sunniti, furono distrutti libri religiosi e le moschee sunnite trasformate in stalle".

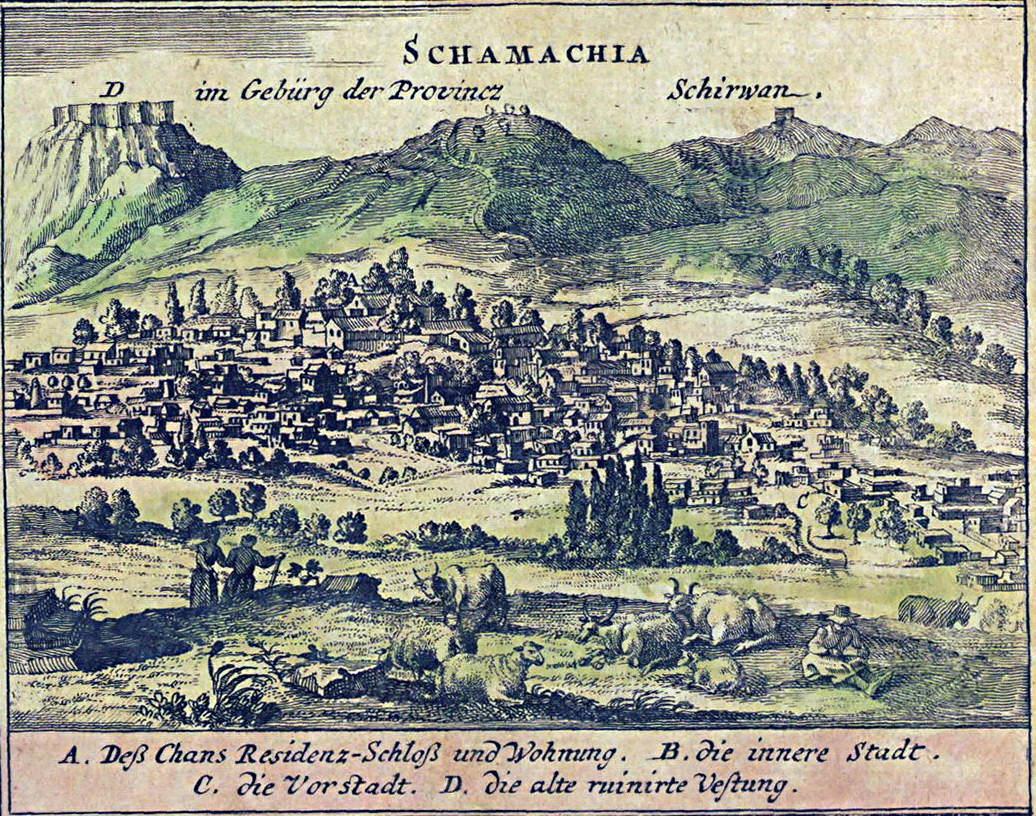
Un'illustrazione del 1683 di Şamaxı di Engelbert Kaempfer (pubblicata nel 1734 nell'atlante di Johann Baptist Homann)

La popolazione sunnita nei domini nord-occidentali dell'impero, comprendente Shirvan e il Daghestan, subì il peso della persecuzione sciita durante il regno del sultano Husayn. Il 1718 vide un'intensificarsi delle incursioni dei lezgini a Shirvan, che, secondo lo storico Rudi Matthee, furono incoraggiate dall'allora gran visir Fath-Ali Khan Daghestani (1716-1720). L'ambasciatore russo nella Persia safavide, Artemij Petrovič Volynskij, che si trovava a Şamaxı nel 1718, riferì che, poiché i funzionari locali consideravano il gran visir "un infedele", consideravano i suoi ordini non validi e mettevano persino in dubbio l'autorità del re. Florio Beneveni, un italiano al servizio diplomatico russo, era convinto che gli abitanti di Şamaxı erano pronti a ribellarsi contro il governo per "aver loro estorto ingenti somme di denaro". Ciò nonostante, continuarono le incursioni e i saccheggi: nell'aprile dello stesso anno i lezgini presero il villaggio di Ak Tashi (situato vicino a Nizovoj), ma non prima di aver rapito un certo numero dei suoi abitanti e depredato una carovana di 40 persone sulla strada per Şamaxı. Dopo questi eventi, vengono riportate molte altre segnalazioni in relazione ai ribelli.

## L'attacco e il saccheggio
All'inizio del maggio 1718, circa 17 000 lezgini erano arrivati a circa 20 km da Şamaxı, saccheggiando gli insediamenti delle aree circostanti la città. Nel 1719 il governo persiano decise di inviare il sepahsalar Hosaynqoli Khan (Vakhtang VI di Cartalia) in Georgia, con il compito di far fronte alla ribellione dei lezgini. Assistito dal sovrano della vicina Cachezia e dal beglarbeg di Shirvan, Hosaynqoli Khan riuscì ad attenuare l'avanzata dei lezgini in Daghestan; tuttavia nell'inverno del 1721, in un momento cruciale della campagna, fu richiamato a corte. L'ordine, arrivato dopo la caduta del gran visir Fath-Ali Khan Daghestani, era stato emesso su istigazione della fazione eunuca all'interno della corte reale, che aveva insinuato nello scià l'idea che una conclusione positiva della campagna avrebbe messo il regno in cattiva luce. A loro avviso, la vittoria avrebbe consentito a Vakhtang, il vali safavide, di formare un'alleanza con la Russia con l'obiettivo di conquistare la Persia. Più o meno nello stesso periodo, nell'agosto del 1721, il sultano Husayn ordinò che Daud Beg (probabilmente Hadji-Dawud), capo ribelle dei lezgini di religione sunnita, venisse rilasciato dalla prigione di Derbent. La decisione del rilascio arrivò poco dopo l'attacco afgano alla Persia safavide dall'interno dei suoi domini più orientali. Sultan Husayn e il governo speravano che Daud Beg e i suoi alleati daghestani avrebbero aiutato a contrastare la rivolta sul fronte orientale, ma Daud invece si mise a capo di una coalizione tribale e quindi lanciò una campagna sia contro le forze governative safavidi che la popolazione sciita dell'impero, marciando infine su Şamaxı.
Poco prima dell'assedio, i sunniti della provincia di Shirvan chiesero aiuto agli ottomani, ai loro correligionari e agli acerrimi rivali dei Safavidi. La coalizione ribelle, composta da circa 15 000 persone e guidata da Daud Beg con l'aiuto di Surkhay Khan della Casicumucchia, si mosse verso Şamaxı e la posero sotto assedio il 18 agosto 1721, massacrando migliaia di residenti sciiti e derubando cristiani e stranieri. I negozi dei numerosi mercanti russi furono saccheggiati, causando loro gravi perdite economiche, e molti di loro furono uccisi.. Il commerciante Matvej Evrejnov, "reputato il mercante più ricco della Russia", subì enormi perdite. Il governatore sciita safavide della città, suo nipote e il resto dei suoi parenti furono "fatti a pezzi dalla folla e i loro corpi gettati ai cani". Dopo che la provincia fu completamente invasa dai ribelli, Daud Beg fece appello alla protezione dei russi, dichiarando la sua fedeltà allo zar, ma essendo stato respinto, fece appello agli ottomani, questa volta con successo. Fu quindi designato dal sultano come governatore ottomano di Shirvan.

## Conseguenze
Artemij Volynskij informò l'allora zar Pietro il Grande sul considerevole danno arrecato ai mercanti russi e ai loro mezzi di sussistenza. Il documento stabiliva che l'evento del 1721 era una chiara violazione del trattato commerciale russo-persiano del 1717, che aveva garantito la protezione dei cittadini russi all'interno dei domini safavidi. Con il regno persiano nel caos e il suo sovrano incapace di adempiere alle disposizioni del trattato, Volynskij esortò lo zar a trarre vantaggio dalla situazione e ad invadere la Persia con il pretesto di ristabilire l'ordine in qualità di alleato del re safavide. L'attacco ai mercanti russi a Şamaxı divenne così il casus belli della guerra russo-persiana del 1722-1723. L'episodio fermò le relazioni commerciali tra i due paesi e fece della città di Astrachan' il capolinea della rotta commerciale del Volga.